# Scherma ai XVII Giochi del Mediterraneo - Spada maschile
Le competizioni di scherma nella categoria spada individuale maschile si sono tenute il 22 giugno 2013 al palasport CNR Yenişehir Exhibition Centre A Hall.

## Calendario
Fuso orario EET (UTC+3).
| Data      | Ora   | Turno            |
| --------- | ----- | ---------------- |
| 22 giugno | 10:00 | Gruppi           |
| 22 giugno | 11:30 | Ottavi di finale |
| 22 giugno | 12:30 | Quarti di finale |
| 22 giugno | 16:00 | Semifinali       |
| 22 giugno | 18:00 | Finale           |

## Risultati
I 15 spadisti partecipanti sono suddivisi in tre gruppi da 5 atleti ciascuno. Ogni incontro di questa fase prevede la vittoria del primo atleta che sommi cinque stoccate, entro i tre tempi previsti per ogni incontro. Le posizioni finali in ciascun gruppo servono a stabilire gli incroci per la fase ad eliminazione diretta, dove ottiene il successo l'atleta primo a sommare 15 stoccate, entro i tre tempi canonici. Tuttavia, dato il numero dispari di partecipanti, il migliore in assoluto dei 15 si qualifica direttamente ai quarti di finale.
Per stabilire la griglia dei sette incontri che compongono gli ottavi di finale viene stilata la classifica globale dei tre gruppi. A causa del numero dispari di partecipanti, il migliore in assoluto dei 15 si qualifica direttamente ai quarti di finale. I restanti vengono incrociati in base alla classifica finale (secondo vs. ultimo, terzo vs. penultimo, quarto vs. terzultimo, ecc.).

### Gruppo 1
| Squadra                 | G | V | S | SF | SS | DS  |
| ----------------------- | - | - | - | -- | -- | --- |
| José Luis Abajo (ESP)   | 4 | 3 | 1 | 19 | 9  | +10 |
| Khaled Buhdeima (LBA)   | 4 | 3 | 1 | 19 | 15 | +4  |
| Okan Karadeniz (TUR)    | 4 | 2 | 2 | 15 | 16 | -1  |
| Ayman Fayez (EGY)       | 4 | 2 | 2 | 13 | 14 | -1  |
| Dimitar Petrovski (MKD) | 4 | 0 | 4 | 8  | 20 | -12 |

|           | ABA   | BUH   | FAY   | KAR   | PET   |
| Abajo     |       | 4 - 5 | 5 - 0 | 5 - 3 | 5 - 1 |
| Buhdeima  | 5 - 4 |       | 5 - 3 | 4 - 5 | 5 - 3 |
| Fayez     | 0 - 5 | 3 - 5 |       | 5 - 2 | 5 - 2 |
| Karadeniz | 3 - 4 | 5 - 4 | 2 - 5 |       | 5 - 2 |
| Petrovski | 1 - 5 | 3 - 5 | 2 - 5 | 2 - 5 |       |

### Gruppo 2
| Squadra               | G | V | S | SF | SS | DS |
| --------------------- | - | - | - | -- | -- | -- |
| Paolo Pizzo (ITA)     | 4 | 3 | 1 | 19 | 11 | +8 |
| Ahmed Khder (EGY)     | 4 | 3 | 1 | 17 | 14 | +3 |
| Yusuf Bojte (TUR)     | 4 | 2 | 2 | 14 | 13 | +1 |
| Roland Mouflard (MON) | 4 | 1 | 3 | 14 | 19 | -5 |
| Ehab Abushkewa (LBA)  | 4 | 1 | 3 | 11 | 18 | -7 |

|           | ABU   | BOJ   | KHD   | MOU   | PIZ   |
| Abushkewa |       | 1 - 5 | 3 - 5 | 5 - 3 | 2 - 5 |
| Bojte     | 5 - 1 |       | 5 - 2 | 4 - 5 | 0 - 5 |
| Khder     | 5 - 3 | 2 - 5 |       | 5 - 2 | 5 - 4 |
| Mouflard  | 3 - 5 | 5 - 4 | 2 - 5 |       | 4 - 5 |
| Pizzo     | 5 - 2 | 5 - 0 | 4 - 5 | 5 - 4 |       |

### Gruppo 3
| Squadra                 | G | V | S | SF | SS | DS  |
| ----------------------- | - | - | - | -- | -- | --- |
| Enrico Garozzo (ITA)    | 4 | 4 | 0 | 17 | 6  | +11 |
| J-Michel Lucenay (FRA)  | 4 | 3 | 1 | 16 | 11 | +5  |
| Alessandro Michon (LBN) | 4 | 2 | 2 | 14 | 13 | +1  |
| Yulen Pereira R. (ESP)  | 4 | 1 | 3 | 11 | 15 | -4  |
| Luka Nikolić (SRB)      | 4 | 0 | 4 | 6  | 19 | -13 |

|            | GAR   | LUC   | MIC   | NIK   | PER   |
| Garozzo    |       | 2 - 1 | 5 - 1 | 5 - 3 | 5 - 1 |
| Lucenay    | 1 - 2 |       | 5 - 4 | 5 - 2 | 5 - 3 |
| Michon     | 1 - 5 | 4 - 5 |       | 4 - 1 | 5 - 2 |
| Nikolić    | 3 - 5 | 2 - 5 | 1 - 4 |       | 0 - 5 |
| Pereira R. | 1 - 5 | 3 - 5 | 2 - 5 | 5 - 0 |       |

### Classifica globale
| Pos. | Atleta                    | G | V | P | SF | SS | DS  |
| ---- | ------------------------- | - | - | - | -- | -- | --- |
| 1.   | Enrico Garozzo (ITA)      | 4 | 4 | 0 | 17 | 6  | +11 |
| 2.   | José Luis Abajo (ESP)     | 4 | 3 | 1 | 19 | 9  | +10 |
| 3.   | Paolo Pizzo (ITA)         | 4 | 3 | 1 | 19 | 11 | +8  |
| 4.   | Jean-Michel Lucenay (FRA) | 4 | 3 | 1 | 16 | 11 | +5  |
| 5.   | Khaled Buhdeima (LBA)     | 4 | 3 | 1 | 19 | 15 | +4  |
| 6.   | Ahmed Khder (EGY)         | 4 | 3 | 1 | 17 | 14 | +3  |
| 7.   | Alessandro Michon (LBN)   | 4 | 2 | 2 | 14 | 13 | +1  |
| 8.   | Yusuf Bojte (TUR)         | 4 | 2 | 2 | 14 | 13 | +1  |
| 9.   | Okan Karadeniz (TUR)      | 4 | 2 | 2 | 15 | 16 | -1  |
| 10.  | Ayman Fayez (EGY)         | 4 | 2 | 2 | 13 | 14 | -1  |
| 11.  | Yulen Pereira Ramos (ESP) | 4 | 1 | 3 | 11 | 15 | -4  |
| 12.  | Roland Mouflard (MON)     | 4 | 1 | 3 | 14 | 19 | -5  |
| 13.  | Ehab Abushkewa (LBA)      | 4 | 1 | 3 | 11 | 18 | -7  |
| 14.  | Dimitar Petrovski (MKD)   | 4 | 0 | 4 | 8  | 20 | -12 |
| 15.  | Luka Nikolić (SRB)        | 4 | 0 | 4 | 6  | 19 | -13 |

- Enrico Garozzo qualificato direttamente ai quarti di finale.

### Fase a eliminazione diretta
|  | Ottavi di finale    | Ottavi di finale    | Ottavi di finale |  |  | Quarti di finale    | Quarti di finale    | Quarti di finale    |    |                 | Semifinali          | Semifinali          | Semifinali |  |  | Finale | Finale | Finale |
|  |                     |                     |                  |  |  |                     |                     |                     |    |                 |                     |                     |            |  |  |        |        |        |
|  | Yusuf Bojte         | Yusuf Bojte         | 11               |  |  |                     |                     |                     |    |                 |                     |                     |            |  |  |        |        |        |
|  | Okan Karadeniz      | Okan Karadeniz      | 15               |  |  | Okan Karadeniz      | Okan Karadeniz      | 6                   |    |                 |                     |                     |            |  |  |        |        |        |
|  |                     |                     |                  |  |  | Enrico Garozzo      | Enrico Garozzo      | 15                  |    |                 |                     |                     |            |  |  |        |        |        |
|  |                     |                     |                  |  |  |                     |                     |                     |    | Enrico Garozzo  | Enrico Garozzo      | 7                   |            |  |  |        |        |        |
|  | Roland Mouflard     | Roland Mouflard     | 12               |  |  |                     | Jean-Michel Lucenay | Jean-Michel Lucenay | 15 |                 |                     |                     |            |  |  |        |        |        |
|  | Khaled Buhdeima     | Khaled Buhdeima     | 15               |  |  | Khaled Buhdeima     | Khaled Buhdeima     | 10                  |    |                 |                     |                     |            |  |  |        |        |        |
|  | Ehab Abushkewa      | Ehab Abushkewa      | 4                |  |  | Jean-Michel Lucenay | Jean-Michel Lucenay | 15                  |    |                 |                     |                     |            |  |  |        |        |        |
|  | Jean-Michel Lucenay | Jean-Michel Lucenay | 15               |  |  |                     |                     |                     |    |                 | Jean-Michel Lucenay | Jean-Michel Lucenay | 15         |  |  |        |        |        |
|  | Luka Nikolić        | Luka Nikolić        | 6                |  |  |                     | Ahmed Khder         | Ahmed Khder         | 11 |                 |                     |                     |            |  |  |        |        |        |
|  | José Luis Abajo     | José Luis Abajo     | 15               |  |  | José Luis Abajo     | José Luis Abajo     | 15                  |    |                 |                     |                     |            |  |  |        |        |        |
|  | Alessandro Michon   | Alessandro Michon   | 13               |  |  | Ayman Fayez         | Ayman Fayez         | 11                  |    |                 |                     |                     |            |  |  |        |        |        |
|  | Ayman Fayez         | Ayman Fayez         | 15               |  |  |                     |                     |                     |    | José Luis Abajo | José Luis Abajo     | 14                  |            |  |  |        |        |        |
|  | Dimitar Petrovski   | Dimitar Petrovski   | 5                |  |  |                     | Ahmed Khder         | Ahmed Khder         | 15 |                 |                     |                     |            |  |  |        |        |        |
|  | Paolo Pizzo         | Paolo Pizzo         | 15               |  |  | Paolo Pizzo         | Paolo Pizzo         | 10                  |    |                 |                     |                     |            |  |  |        |        |        |
|  | Yulen Pereira Ramos | Yulen Pereira Ramos | 13               |  |  | Ahmed Khder         | Ahmed Khder         | 15                  |    |                 |                     |                     |            |  |  |        |        |        |
|  | Ahmed Khder         | Ahmed Khder         | 15               |  |  |                     |                     |                     |    |                 |                     |                     |            |  |  |        |        |        |